# Kaval
Il kaval è uno strumento musicale a fiato, con origini antiche nell'area mediterranea. Oggi è presente nella tradizione di nario della Romania, Bulgaria, Macedonia del Nord,Serbia, Albania e della Grecia.
Assomiglia a un flauto ed è interamente costruito in legno. Viene usato soprattutto per accompagnare balli e canzoni tradizionali. I paesi in cui è più impiegato sono la Bulgaria, la Grecia e l'Albania, dove è noto come fyelli. Il musicista più riconosciuto nel mondo è bulgaro e si chiama Theodosii Spassov.